# كوستاس باداس
كوستاس باداس (باليونانية: Κώστας Μπάμπας)‏ هو لاعب كرة قدم يوناني في مركز الدفاع، ولد في 9 يوليو 1976 في كارذيتسا في اليونان. لعب مع نادي بانيتوليكوس.